# Сибіряк (Татарський район)
Сибіряк (рос. Сибиряк) — селище у Татарському районі Новосибірської області Російської Федерації.
Входить до складу муніципального утворення Новопервомайська сільрада. Населення становить 72 особи (2010).

## Історія
Згідно із законом від 2 червня 2004 року органом місцевого самоврядування є Новопервомайська сільрада.

## Населення
| 2002 | 2007 | 2010 |
| ---- | ---- | ---- |
| 84   | ↘60  | ↗72  |